# Henti
Henti war eine altägyptische Priesterin vermutlich während der 11. Dynastie (erste Zwischenzeit).
Sie trug den Titel der „Vorsteherin der Kultmusikanten des Iunmutef“. Henti war zudem „Priesterin der Hathor“ und „Wächterin des Min“. Die Vereinigung der Titel belegt anschaulich die in Achmim verehrten Gottheiten.

## Der Sarg der Henti
Der Sarg der Henti (Kairo Catalogue Generale 28006) wurde in der Nekropole El-Diabat (bei El-Hawawisch) bei Achmim gefunden, die im neunten oberägyptischen Min-Gau auf der westlichen Seite des Nils lag. Der Sarg stammt mit großer Wahrscheinlichkeit aus der 11. Dynastie. Der Sarg sorgte durch die darauf überlieferten Titel der Henti für Aufmerksamkeit unter den Ägyptologen.